# Junioren-Badmintonpanamerikameisterschaft 2011
Die Junioren-Badmintonpanamerikameisterschaft 2011 fand vom 27. bis zum 31. Juli 2011 in Kingston statt.

## Medaillengewinner der U19
| Disziplin                         | Gold                        | Silber                           | Bronze                                            |
| --------------------------------- | --------------------------- | -------------------------------- | ------------------------------------------------- |
| Herreneinzel                      | Clinton Wong                | Heymard Humblers                 | Antonio Ocegueda                                  |
| Herreneinzel                      | Clinton Wong                | Heymard Humblers                 | Andrew Lau                                        |
| Dameneinzel                       | Mariana Ugalde              | Luana Vicente                    | Samantha Li                                       |
| Dameneinzel                       | Mariana Ugalde              | Luana Vicente                    | Daneysha Santana                                  |
| Herrendoppel                      | Clinton Wong Nyl Yakura     | Andrew Lau Andrew Wilkinson      | Victor Garboggini Moretti Leonardo Martim Alkimin |
| Herrendoppel                      | Clinton Wong Nyl Yakura     | Andrew Lau Andrew Wilkinson      | Lucas Alves Pinto Gustavo Pupo Nogueira           |
|                                   | Claudia Hardi Samantha Li   | Micaela Rivero Luz María Zornoza | Jody Chan Stephanie Yeung                         |
| Daneysha Santana Génesis Valentín | Claudia Hardi Samantha Li   | Micaela Rivero Luz María Zornoza |                                                   |
| Mixed                             | Nyl Yakura Adrianna Giuffre | Andrew Wilkinson Jody Chan       | Andrew Lau Bethany So                             |
| Mixed                             | Nyl Yakura Adrianna Giuffre | Andrew Wilkinson Jody Chan       | Jeffrey Kuo Samantha Li                           |